# Morozî, Kobeleakî
Morozî (în ucraineană Морози) este un sat în comuna Ozera din raionul Kobeleakî, regiunea Poltava, Ucraina.

## Demografie
Componența lingvistică a localității Morozî
     Ucraineană (97,62%)
     Rusă (2,08%)
Conform recensământului din 2001, majoritatea populației localității Morozî era vorbitoare de ucraineană (97,62%), existând în minoritate și vorbitori de rusă (2,08%).